# Alfredo Rodrigues da Motta
Alfredo Rodrigues da Motta (Rio de Janeiro, 12 gennaio 1921 – Rio de Janeiro, 22 aprile 1998) è stato un cestista brasiliano.

## Carriera
Ha disputato con la nazionale di pallacanestro del Brasile le Olimpiadi di Londra 1948 e Helsinki 1952 e ha vinto una medaglia di bronzo.
Inoltre è stato vicecampione del mondo a Brasile 1954. Ha giocato per il Flamengo.